# Вриллон

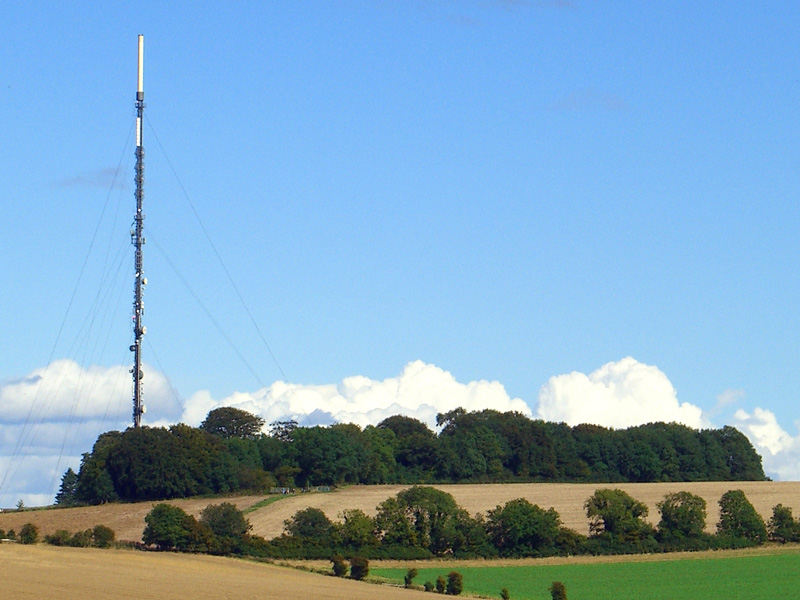
Телевізійна вежа в Геннінгтоні, звідки відбулося вторгнення в ефір Південного телебачення.

Вриллон (англ. Vrillon), або вторгнення в ефір Південного телебачення (англ. Southern Television broadcast interruption) — стороннє втручання в процес мовлення Південного телебачення Великої Британії, здійснене з телевізійної вежі, що розташована в общині Геннінгтон та відноситься до Незалежного управління телерадіомовлення (англ. Independent Broadcasting Authority). Інцидент стався о 17:10 за місцевим часом 26 листопада 1977. Повідомлення, що прозвучало під час інциденту, було визнано таким, що не відповідає дійсності; зловмисників ідентифікувати не вдалося.

## Опис
Мовлення було перервано на шість хвилин; зловмисник стверджував, що є представником «Міжгалактичної Асоціації». У звітах по інциденту особу, що здійснила вторгнення, називали «Вриллон», а також «Гіллон» і «Астерон».
Голос, що супроводжувався інтенсивним дзижчанням, втрутився в процес мовлення місцевої телевежі ITV Південного телебачення, підмінивши аудіосигнал у дециметровому діапазоні під час вечірнього випуску новин на попередження телеглядачам: «Усі ваші знаряддя зла мають бути знищені» (англ. «All your weapons of evil must be removed») та «У вас є трохи часу, щоби навчитися жити разом у мирі» (англ. «You have but a short time to learn to live together in peace»).
Інцидент припинився незадовго після того, як прозвучали повідомлення, трансляція передач була нормалізована перед закінченням мультфільму «Веселі мелодії» (англ. Looney Tunes). Пізно ввечері Південне телебачення принесло вибачення за «порушення звукового сигналу». Інцидент був висвітлений у вечірньому суботньому випуску новин ITN.
Процес вторгнення зачепив тільки звуковий сигнал, візуальний зазнав лише незначних завад.

## Пояснення
В цей час геннінгтонський дециметровий телевізійний передавач був одним із декількох передавачів, що ретранслювали позаефірний сигнал, отримуваний з іншого передавача (телевізійної вежі в Роуріджі, що на острові Вайт) швидше, ніж безпосередньо за допомогою дротового зв'язку. Як наслідок, він був вразливим до такого виду вторгнень, оскільки навіть відносно малопотужний передавач, розташований дуже близько до приймача, може втрутитися в прийом адресованого йому сигналу, в результаті чого незаконна трансляція посилюється та ретранслюється на великі обсяги території. Незалежне управління телерадіомовлення заявило, що для запобігання подібним випадкам вживатиме «значну кількість технічних ноу-хау»; його представник підтвердив, що «зловмисник порушив роботу передавача в районі Північного Гемпшира за допомогою близько розташованого до нього іншого передавача». Однак, подібно до інциденту Макса Хедрума, що стався декадою пізніше, особи зловмисників так і не були встановлені.

## Реакція
Інцидент спричинив тривогу в локальному масштабі, наступного дня він став популярною темою недільних газет, як і негайна заява Незалежного управління телерадіомовлення про те, що даний «ефір» є обманом. Управління підтвердило, що це був перший випадок вторгнення в ефір.
Інцидент став обговорюваним у всьому світі, численні американські газети «підхопили» історію про цю подію від інформаційного агентства UPI.
Випадок був також помічений уфологами, які зробили припущення стосовно існування «іншопланетного» мовлення, намагаючись пояснити інцидент. Протягом двох днів, коли доповідь стосовно інциденту була опублікована в «The Times», редактору газети надійшов лист, опублікований 30 листопада 1977, у якому було сформульовано питання: «[Як] Незалежне управління телерадіомовлення — або будь-хто ще — може бути впевненим, що дане мовлення було обманом?» (англ. «[How] can the IBA - or anyone else - be sure that the broadcast was a hoax?»). Редакційна колегія місцевої газети The Register-Guard прокоментував це так: «Ніхто не вважає, що «Астерон» міг існувати насправді» (англ. «Nobody seemed to consider that 'Asteron' may have been for real»). Ближче до 1985 ця історія стала міською легендою, оскільки не було жодного пояснення інциденту.

## Розшифрування
В одному з зимових випусків журналу Fortean Times за 1977 опубліковано розшифрування того, що було описане як «коротке повідомлення», яке пролунало під час «ефіру»: «Ви чуєте голос Астерона. Я — вповноважений представник Міжгалактичної місії і в мене є повідомлення для планети Земля. Ми починаємо входити в епоху Водолія і є багато дій, які мають бути виконані мешканцями планети Земля. Всі ваші знаряддя зла мають бути знищені. Ви маєте лише трохи часу, щоби навчитися жити разом у мирі. Ви повинні жити в мирі... або залишити галактику» (англ. «This is the voice of Asteron. I am an authorised representative of the Intergalactic Mission, and I have a message for the planet Earth. We are beginning to enter the period of Aquarius and there are many corrections which have to be made by Earth people. All your weapons of evil must be destroyed. You have only a short time to learn to live together in peace. You must live in peace... or leave the galaxy»).

### Повний текст повідомлення
Ви чуєте голос Вриллона, представника галактичної команди Ештар, який звертається до вас. Протягом багатьох років ви бачили нас у вигляді вогнів на небі. Ми зараз звертаємось до вас із миром та мудрістю, як зверталися до ваших братів та сестер довкола цієї, вашої планети Земля. Ми йдемо, щоб попередити вас про долю вашої раси та вашого світу, тому повідомте своїм співвітчизникам про заходи, які маєте здійснити, щоби уникнути катастрофи, яка загрожує вашому світові, а також тим, хто мешкає в інших світах, які оточують вас. Велике пробудження може торкнутися й вас, і це в порядку речей, адже планета вступає в Нову Епоху Водолія. Нова Епоха може бути періодом великого миру та еволюції для вашої раси, але тільки якщо ваші керівники знають про сили зла, які можуть затьмарити їхні судження. Зараз зупиніться та послухайте, у вас є шанс, якого вдруге може й не бути. Всі ваші знаряддя зла мають бути знищені. Часи конфліктів нині вже пройшли і раса, частиною якої ви є, має продовжити свій рух по еволюційних сходинках угору, якщо ви покажете себе гідними робити це. Однак ви маєте лише трохи часу, щоби навчитися жити разом у мирі та злагоді. Маленькі групи по всій планеті вчаться цьому та живуть, щоб передати світло зірки Нової Епохи вам усім. Ви можете прийняти або відхилити їхні вчення, але тільки тим, хто вчаться жити в мирі, доступні вищі щаблі духовної еволюції. Зараз слухайте голос Вриллона, представника галактичної команди Ештар, який звертається до вас. Знайте також, що є багато фальшивих пророків та провідників, які орудують у вашому світі. Вони висмоктують вашу енергію з вас — ви закликаєте гроші та віддасте їх на злі цілі, а отримаєте лише непотрібний шлак. Ваша внутрішня божественість захистить вас від цього. Ви повинні вчитися бути чутливими до внутрішнього голосу, який може розповісти вам, що правда, а що плутанина, хаос та неправда. Вчіться слухати голос правди, який всередині вас, і ви самі будете вести себе по шляху еволюції. Це наше повідомлення для наших дорогих друзів. Ми дивилися, як ви зростаєте, протягом багатьох років, як і ви, в свою чергу, дивилися на наші вогні у своїх небесах. Ви знаєте зараз, що ми тут, що мешканців на вашій Землі та навколо неї більше, ніж можуть визнати ваші вчені. Ми глибоко занепокоєні щодо вас і вашого руху в напрямку світла та будемо робити все, що зможемо, аби допомогти вам. Не бійтеся, шукайте тільки шляхи пізнати себе та живіть у гармонії з вашою планетою Земля. Ми, галактична команда Ештар, дякуємо вам за увагу. А зараз ми лишаємо літак, на якому ви живете. Будьте благословенні вищою любов'ю та правдою космосу.

## У популярній культурі
Американський письменник Нельсон Олгрен включив повідомлення в свою книгу «Панчоха Диявола» (англ. The Devil's Stocking), яка вийшла в 1983. У книзі розповідається про реального боксера Рубіна Картера, звинуваченого в подвійному вбивстві. У творі, як тільки починається період тюремних заворушень, персонаж Кеньятта виступає з промовою, яка щільно відображає розшифроване повідомлення з Південного телебачення, опубліковане у Fortean Times: «Я — вповноважений представник Міжгалактичної місії, — Кеньятта нарешті розкрив свої повноваження. — В мене є повідомлення для планети Земля. Ми починаємо вступати в період Водолія. Люди Землі мають здійснити багато заходів. Усі ваші знаряддя зла повинні бути знищені. У вас є трохи часу, щоби навчитися жити разом у мирі. Ви повинні жити в мирі, — тут він зупинився, щоб досягти уваги кожного слухача, — ви повинні жити в мирі або покинути галактику!».
Інцидент надихнув канадського письменника Гордона Кормана на написання третьої книги з серії «Макдональд Холл» «Остерігайся риби» (англ. Beware the Fish), в якій фігурує спеціальний пристрій — чорна коробка, що застосовується для переривання мовлення.
Інцидент також з'явився в одному з епізодів дитячого телевізійного серіалу It's a Mystery.